# Godwi

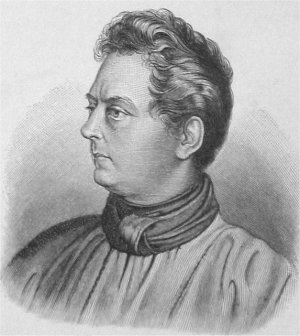
Clemens Brentano
(1778–1842)

Godwi oder Das steinerne Bild der Mutter – Ein verwilderter Roman ist ein romantischer Roman von Clemens Brentano, der das Werk mit Unterbrechungen vom Frühsommer 1798 bis Anfang August 1801 verfasste. Der Roman erschien unter dem Pseudonym Maria bei Friedrich Wilmans in Bremen, der erste Band um die Jahreswende 1800/1801, der zweite Ende Oktober/Anfang November 1801.

## Inhalt

### Erster Band
Der erste Band des Romans ist als Briefroman ausgeführt.
- Baron Karl Godwi, der junge Sohn eines Bankiers aus Frankfurt, schwärmt in einem Brief an Karl Römer, einen jungen Angestellten seines Vaters, von Lady Molly Hodefield, einer in Kassel wohnhaften reichen Engländerin, die ihn jedoch nach zwei Wochen fortgeschickt habe. Unterwegs habe er eine Brieftasche mit wertvollem Inhalt gefunden und sie dem Verlierer, dem Freyherrn von Eichenwehen, überbracht, auf dessen Schloss er als Finderlohn nun Gastfreundschaft genießt. Während der Hausherr ausgeritten ist, nähert sich Godwi der 18-jährigen Joduno von Eichenwehen (von ihrem Bruder Jost auch Klaudia genannt) an, die ihm von ihrer Freundin Otilie Senne erzählt, die mit ihrem greisen Vater Werdo die benachbarte Burg Reinhardstein bewohnt.
- In einem Brief an Otilie schwärmt Joduno ihrer Freundin von ihrer neuesten Bekanntschaft vor.
- Godwi erklärt in einem zweiten Brief an Römer, dass er „Glück und Genuß“ als Lebenszweck ansehe.
- In ihrem Antwortbrief an Joduno schreibt Otilie, dass sie um ihren bekümmerten Vater und den Knaben Eusebio, der auf der Burg in Pflege ist, besorgt ist. Sie berichtet auch davon, dass sie einmal beim Erwachen einen Ring mit dem Namen „Marie“ gefunden hat.
- In seiner Antwort an Godwi berichtet Römer von einer Geschäftsreise nach Kassel, wo er die Vollstreckung eines Spießrutenlaufens und einen Auftritt des Landgrafen Wilhelm miterlebt hat und auch Molly begegnet ist.
- Werdo Senne bittet Molly in einem Brief, auf die Burg Reinhardstein kommen, da Eusebio erkrankt sei und sehnsüchtig nach ihr verlange. Werdo, ein Harfner, der in seinem Dichten seinen Kummer vergessen möchte, spricht auch rätselhaft vom Kind seiner Marie.
- Godwi berichtet an Römer, dass er sich nun bei Werdo auf Reinhardstein aufhalte.
- Molly antwortet Werdo, dass sie der Einladung nachkommen würde, aber Godwi nicht über den Weg laufen wolle. Sie berichtet von ihrer zweiwöchigen Liebschaft mit Godwi und spricht sich dafür aus, wenn Godwi mit Werdos Tochter Otilie zusammenkäme. Sie erwähnt auch ihre Verwandtschaft zu Godwi, deren Art aber unklar bleibt und die Godwi auch weiterhin verheimlichen wolle. Bei ihren erfolgreichen Sangesauftritten traf sie auch auf Jost von Eichenwehen, den tollpatschigen Bruder Jodunos, von deren Kontakt zu Godwi sie nichts hält.
- Jost berichtet seiner Schwester (die er Klaudia nennt) von seinen Abenteuern in Kassel und auch von der Konzertsängerin Molly, die aus ihrer Abneigung gegen Godwi keinen Hehl machte. Jost wünscht sich für seine Schwester „einen braven gesunden Mann“, keinesfalls von Godwi, und viele Kinder.
- Godwi schreibt an Römer, dass er Otilie nähergekommen ist und auch Werdo erheitern konnte. Die Liebe zu Molly erscheint ihm nun wie die Liebe des „Naturforschers zur Natur“. Durch Eusebios Gesang findet er den verlorenen Ton aus seiner Kindheit wieder und spricht zu Otilie von seinen Kinderjahren. Ihm erscheint das steinerne Bild seiner frühverstorbenen Mutter, worauf er erkrankt. Er wird von Otilie und Eusebio kuriert, erkrankt dann aber bei einer zweiten Erscheinung erneut.
- Joduno schreibt an Sophie Butler, eine Freundin aus gemeinsamen Klosterjahren. Sie liebe Godwi nicht, könne ihn aber nicht vergessen, weil er eine ungekannte Begierde in ihr entzündet habe
- Eine Antonia Firmenti schreibt an Godwis Vater. Er ist erfreut, dass sich sein verschollener Bruder Francesco beim Bankier aufhält, berichtet Einzelheiten aus seiner Familiengeschichte, unter anderem die Liebe Francescos zu einer Cecilie und deren Tod.
- In seiner Antwort an Godwi wertet Römer dessen Briefe als Zeichen einer „vollkommenen Krise“, da er nun „thränendürstend“ und „ruhedürstend“ schreibe. Römer hält sich bei Sophie Butler auf und konnte Jodunos Brief an diese lesen, wobei Sophie nicht wusste, dass er sowohl Godwi als auch Joduno kennt, deren Ankunft er erwartet.

### Zweiter Band
Der zweite Band, in 31 Kapitel unterteilt, beginnt damit, dass sich der Ich-Erzähler zu Godwi begibt, um einigen Gerüchten nachzugehen. Godwis begüterter Vater soll nun in Italien leben, während Godwi selbst ein Landgut nahe der Stadt bewohnt, wo er einem Mädchen namens Violette, welches nicht den besten Ruf habe, ein prächtiges Grabmal errichtet haben soll. Von Dritten wird Godwi als „sehr einfach, ruhig und verschlossen“, mit einem „großen Kummer“ beschrieben. Der Erzähler übergibt den von ihm verfassten ersten Band des Romans an Godwi, wird von diesem auf dem Gut herumgeführt und erhält „mehrere Papiere aus dem Schreibpulte“, Godwis Familiengeschichte betreffend, damit der zweite Band deutlicher ausfalle.
Damit kann nun die Geschichte von Godwis Mutter, Marie Wellner, erzählt werden. Marie wuchs in einer Handelsstadt an der Ostsee als Tochter des reichen alten Wellner auf und wurde von Joseph, einem Angestellten ihres Vaters unterrichtet, wobei sich eine Liebesbeziehung zwischen Marie und Joseph entwickelte. Die Verbindung wurde mit dem Segen des alten Wellners durch Austausch goldener Ringe bekräftigt. Dann wurde jedoch Joseph vom alten Wellner auf Geschäftsreise nach Amerika geschick,t und nach einem Jahr blieben seine Briefe aus. Godwis Vater, ein reicher Engländer, der sich in der Stadt niedergelassen hatte, verliebte sich in Marie und half dem alten Wellner in einer finanziellen Notlage aus. Aus Dankbarkeit, weil Joseph inzwischen für tot erklärt wurde und um dem letzten Wunsch des todkranken Vaters zu entsprechen, heiratete Marie Godwis Vater. Godwis Vater führte Wellners Firma weiter und Marie gebar einen Sohn. Ihre Liebe zu Joseph blieb jedoch ungebrochen, und so ging sie oft mit dem kleinen Godwi zum Hafen und weinte. Als nun eines Tages tatsächlich Joseph auf einem Schiff zurückkehrte, streckte Marie die Arme nach ihm aus, stürzte dabei in die See und war tot. Dabei wird Joseph als Werdo Senne offenbart.
Danach berichtet Godwi, wie sein Vater nach Deutschland kam. Dieser hatte als junger Mann ein Verhältnis mit Molly Hodefield, aus dem der spätere Karl Römer hervorging. Dann aber verließ er sie, um nach Deutschland zu gehen. Darauf lebte Molly mit einem deutschen Adeligen zusammen, der dann in seine Heimat zurückkehrte, um sich hinter ihrem Rücken an Godwis Vater zu rächen. Er wurde im Duell von Godwis Vater getötet, schickte aber zuvor noch Werdo Senne nach England, der aus Molly „ein neues Wesen machte“. Dann segelte er nach Amerika ab. Godwis Vater aber fing Werdos Briefe an Marie ab und fälschte schließlich auch dessen Totenschein.
Nach seiner Rückkehr und dem Tod Mariens verband sich Werdo mit der Tochter eines Amtsmanns. Diese gebar die gemeinsame Tochter Ottilie, starb aber nach der Geburt. In seinem Kummer zog sich Werdo auf Burg Reinhardstein zurück. Molly begab sich nach Deutschland, in die Nähe Werdos. Auf ihrer Reise leistete sie der Italienerin Cecilia Geburtshilfe. Cecilia gebar den Knaben Eusebio, starb aber bei der Geburt. Molly verschaffte dem Kindsvater Franzesko Fiormonti, einem Maler, eine Anstellung bei Godwis Vater und zog das Kind zwei Jahre lang auf, bevor sie es Werdo anvertraute. Karl Römer wurde als elternlos zu seinem leiblichen Vater nach Deutschland geschickt. Franzesko erreichte, dass sich Werdo und Molly mit Godwis Vater versöhnten und ihm seine Missetaten verziehen. Darüber gerührt übergab dieser seine Firma an seinen Sohn Karl Römer und warb für diesen erfolgreich um die Hand Jodunos.
In einer überraschenden Wende der Handlung schickt Godwi nun seinen Vater, Werdo und Molly, Franzesko, dessen Sohn Eusebio und Ottilie, nun in Liebe mit Franzesko verbunden, nach Italien mit der Abschiedsbitte: „Glückliche Reise … kommt um Gotteswillen nicht wieder.“ Zum Abschluss bittet der Ich-Erzähler Godwi um Verzeihung und gelobt: „Ich will es nicht wiederthun.“

## Fragmentarische Fortsetzung
Brentano verfasst noch eine Fragment gebliebene, neun Kapitel umfassende Fortsetzung des Romans, aus der vor allem das berühmte, überaus wirkungsmächtige Gedicht „Zu Bacharach am Rheine“ bekannt ist, das erstmals von der Lore Lay spricht.
In der Fragmentarischen Fortsetzung erzählt Godwi – der Ich-Erzähler Maria stirbt unterwegs plötzlich –, wie er die 15-jährige Violette findet und der Geliebte von deren Mutter, der leichtfertigen Gräfin von G., wird. Dies bringt Violette gegen ihre Mutter auf. Schließlich verlässt Godwi die beiden, um nach Jahren zurückzukehren. Inzwischen hatte die Französische Revolution das gräfliche Schloss zerstört und Mutter und Tochter zu Huren gemacht. In der Schlossruine begegnet er der verwaisten Violette, die ihn bittet, sie umzubringen. Die beiden werden dennoch kurzzeitig ein Paar, doch eines Morgens findet er sie ihm Garten, inmitten der Blumen singend, ihn aber nicht mehr erkennend, um bald darauf zu sterben.
Das Fragment beschließen Einige Nachrichten von den Lebensumständen des verstorbenen Maria. Mitgetheilt von einem Zurückgebliebenen. Verfasser dieser Nachrichten und mehrerer der darin eingefügten Gedichte ist der mit Brentano befreundete Stephan August Winkelmann. Ein von Achim von Arnim verfasster Beitrag für diesen Anhang wurde damals nicht abgedruckt und erschien erstmals 1978 im Rahmen der Frankfurter Brentano-Ausgabe.

## Frühromantik
- Nacht! Nacht! du undurchdringliche, ewige, du liebende Geliebte, du Gipfel der unendlichen Tiefe, du Ruhe der Vollendung (104).
- Nur der Größte und Gesundeste und Freudigste kann ein großer Dichter werden,… (112).

Ich habe allem Leben
Mit jedem Abendrot
Den Abschiedskuß gegeben,
Und jeder Schlaf ist Tod. (136)
- …alles Wissen ist der Tod der Schönheit, die in uns wohnet… (138).
- Da wir einige Schritte durch das Gebüsch gethan hatten, waren wir unter der großen Eiche; ich erinnere mich, nie eine solche Säule des Himmels gesehen zu haben, sie quoll wie ein ungeheurer Strom aus der Erde, und zerstreuete ihre grünen Flammen in den Himmel (277).
- Hier nahm Godwi ein kleines silbernes Jagdhorn von der Wand und that einige helle Stöße hinein, die wie Flammen an der Kuppel durch die grünen Wände hinaufliefen. Die Töne sind ein wunderbarer lebender Athem der Dunkelheit, sagte ich, wie alles rauscht und lebt und mit uns spricht in dem heimlichen Saale, den die Töne wie glühende Pulsschläge durchzuckten. Godwi sagte, die Töne sind das Leben und die Gestalt der Nacht, das Zeichen alles Unsichtbaren, und die Kinder der Sehnsucht (282).

## Lyrik
- Otilie geht an Godwis Seite und singt:

Sprich aus der Ferne
Heimliche Welt,
Die sich so gerne
Zu mir gesellt. (175)
- Georg, der Diener, singt:

Ein Fischer saß im Kahne,
Ihm war das Herz so schwer,
Sein Liebchen war gestorben,
Das glaubt' er nimmermehr. (383)
- Violette singt das Lied von der Lore Lay:

Zu Bacharach am Rheine
Wohnt eine Zauberin,
Sie war so schön und feine
Und riß viel Herzen hin. (486)
Mehrere der Verseinlagen des Godwi sind beeinflusst durch Ovids Metamorphosen; Brentano benutzte ganz offensichtlich eine versifizierte Paraphrase der Metamorphosen aus dem Jahr 1631.

## Selbstzeugnisse
- Brentano (zitiert bei Schulz, 432) sieht seinen Godwi als ein seltsames Brouillon [Skizze], nicht ohne allen Gehalt.
- im Sommer 1801 an Savigny: „Ich bin so müd… geworden,… daß ich mich kaum an das schlechte Ende meines Romans schleppen kann“ (Vordtriede, 253, 10. Z.v.o.).
- im Winter 1801/1802 an den Arzt Stephan August Winkelmann: „Godwi aber enthält viel Gutes,… ich werde draus lernen“ (Vordtriede, 92, 1. Z.v.o.).
- Brentano schreibt am 11. Januar 1802 aus Marburg über den Godwi an Ludwig Tieck: „… es ist mir wie ein Vater, der ein krankes, krüppelhaftes Kind erzeugte, das teils nicht verstanden und meistens verachtet wird,…“ (Vordtriede, 92, 5. Z.v.o.).
- am 28. Februar 1802 aus Marburg an den Verleger Friedrich Wilmans: „… ich habe aus ihm [Godwi] schreiben gelernt,…“ (Vordtriede, 92, 11. Z.v.o.).
- zu Weihnachten 1802 aus Düsseldorf an Achim von Arnim: „Im Godwi steht mein Schicksal laut geschrieben,… aber ich finde auch drin, daß das ganze Buch keine Achtung vor sich selbst hat,…“ (Vordtriede, 92, 3. Z.v.u.).

## Rezeption

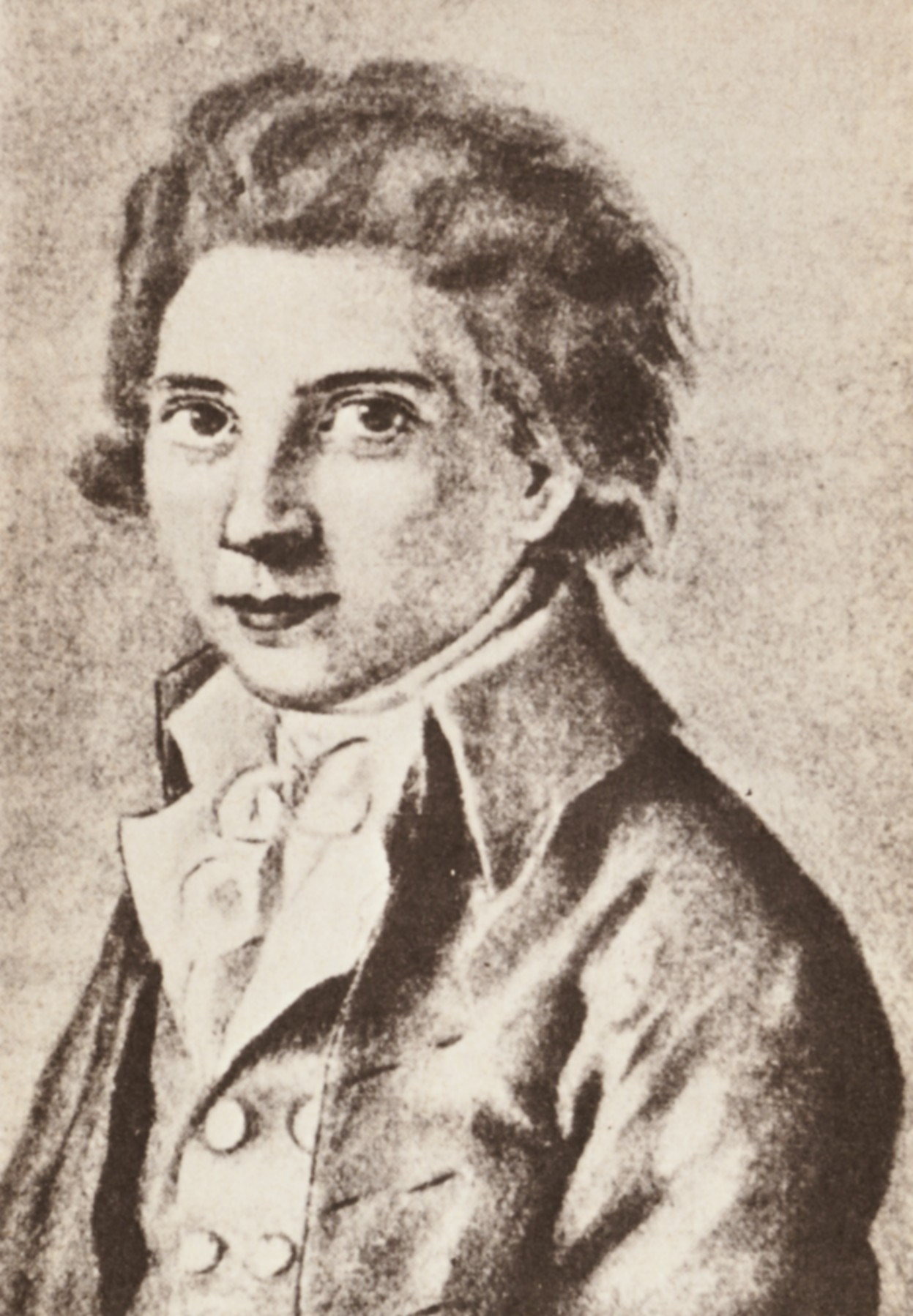
Friedrich Schlegel
(1772–1829)

- Christoph Martin Wieland empfahl in einem Brief vom 3. April 1800 dem Verleger Wilmans die Publikation des Romans.[4]
- Friedrich Schlegel schreibt in sein vom Autor gewidmeten Exemplar in der antiken Form eines z. B. in der römischen Antike auch für bissige Epigramme (z. B. bei Martial) typischen Distichons:

Hundert Prügel vorn Arsch, die wären Dir redlich zu gönnen,
Friedrich Schlegel bezeugt's, andre Vortreffliche auch.
Schlegel sammelt noch Unterschriften dazu.
- Joseph von Eichendorff lobt 1847 die in den Ersten Band eingelegten Volkslieder sowie den tiefen Ernst des Vortrags und fährt fort: „… sodann überkommt den Dichter… die tödlichste Langeweile, Ekel und Abscheu davor, und er vernichtet sofort, was er im ersten Band geschaffen, im zweiten Bande schonungslos wieder durch die bitterste Ironie.“[6]
- Nach Werner Bellmann (in Lüders, 128) stieß der Godwi bei den meisten Zeitgenossen auf „scharfe Ablehnung“. Selbstkritische Aussagen des Autors und Urteile von Zeitgenossen sind dokumentiert in: Frankfurter Brentano-Ausgabe (FBA), Bd. 16, S. 606–614.
- Pfeiffer-Belli (Pfeiffer-Belli, 48-51,72-80) arbeitet den Bruch zwischen dem ersten und zweiten Band heraus. Der erste Band, „von einem jugendlich-leidenschaftlichen Atem getragen“, enthalte sowohl Poesie als auch Nachdenken. Das „innerste Heiligtum des ganzen Buches“ aber, das Bild der Mutter, sei versteint. Die Satire im zweiten Band sei zügellos. Der Poet Brentano bewege sich „in einem schön-häßlichen Handlungs- und Gefühlswirrwarr“.
- Feilchenfeldt (Feilchenfeldt 21-33) dokumentiert Stationen der Entstehung des Romans. Vom Frühsommer 1798 bis zum Frühherbst 1799 liest Brentano in Jena seiner späteren Gattin Sophie Mereau mehrere Male aus dem Roman vor. Im Frühjahr 1800 macht er Dorothea Schlegel mit dem Godwi bekannt. Die Drucklegung des ersten Bandes beginnt im Spätsommer 1800. Der zweite Band entsteht unter Zeitdruck. Im Sommer 1801 hatte der Verleger Friedrich Wilmans bei einer Begegnung in Göttingen Brentano zum Abschluss des zweiten Bandes gedrängt. Achim von Arnim erhält von Brentano bereits am 7. Dezember 1801 ein Exemplar des zweiten Bandes. Arnim hält das Werk für gelungen und reagiert ein Jahr später (Schultz, 69): Aus der „zerbrochenen Laute“ erklinge keine „frohe Nachricht“. Nach Guido Görres blieb der Roman unbeachtet und wurde „guten Theils Maculatur“ (Schultz, 69, 12. Z.v.u.).
- Schulz (436) wirft die Frage nach der Blasphemie bezüglich der Heiligen Familie im Godwi auf: „Godwi“ bedeute „wie Gott“. Godwis Mutter heißt „Marie“, deren erste Liebe wird „Joseph“ genannt. Die Jungfrau Maria heißt auch Annonciata (Annunciata = Verkündigung). - Vgl. zur Namengebung auch FBA 16, S. 625.
- Riley sieht den Godwi als die „Selbstdarstellung eines … vorwitzigen … Jugendlichen auf der Suche nach sich selbst“.
- Kang schreibt in seiner Dissertation (36): „Der Roman 'Godwi' sollte eine romantische, verworrene Formlosigkeit sein, wie Brentano in seinem Roman im Untertitel einen ‚verwilderten Roman‘ genannt hat.“
- Alfred Kerr promovierte 1893 (Schulz, 432) mit der Dissertation Godwi. Ein Kapitel deutscher Romantik. online bei archive.org

## Ausgaben
- Der Roman erschien 1978 im Rahmen der Frankfurter Brentano-Ausgabe (FBA Bd. 16, mit text- und quellenkritischem Kommentar, hrsg. von Werner Bellmann) und 1995 in Reclams Universal-Bibliothek (hrsg. von Ernst Behler).

### Zitierte Textausgabe
- Clemens Brentano: Godwi oder Das steinerne Bild der Mutter. Hrsg. von Ernst Behler. Reclam, Stuttgart 1995, ISBN 3-15-009394-5.